# Smila

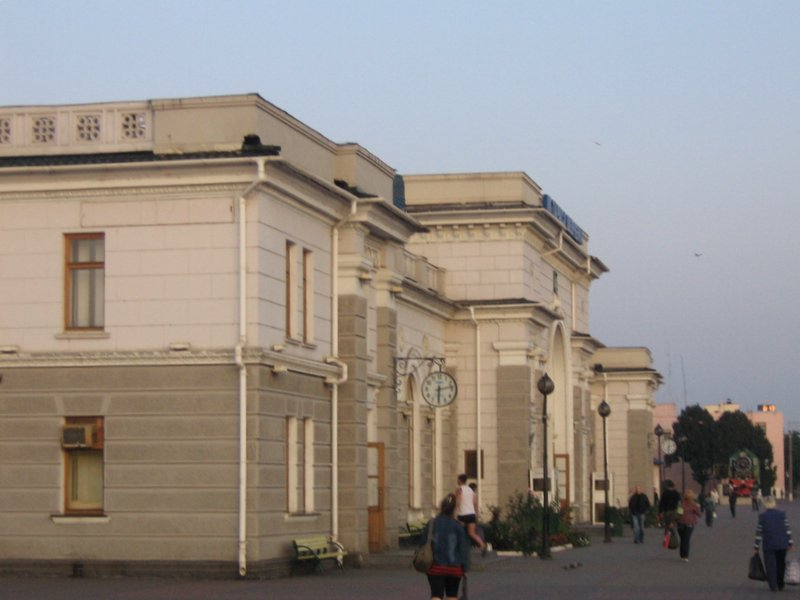
Järnvägsstationen i Smila.

Smila (ukrainska: Сміла uttal (fil); ryska: Смела) är en stad belägen vid floden Tjasmin i Tjerkasy oblast i centrala Ukraina. Folkmängden uppgick till 68 667 invånare i början av 2012. Staden utgör en egen administrativ enhet inom oblastet men är samtidigt huvudort för det angränsande Smila rajon. Smila ligger 23 km från oblastets huvudstad, Tjerkasy. 

## Historia
På ukrainska betyder smila "modig flicka", efter en legend om en lokal flicka som under ett av Gyllene hordens många räder visade vägen till fienden för Kievrikets armé. Fienden blev besegrad men flickan dog då hon träffades av en av fiendens pilar. Ingen visste hennes namn, så när en koloni senare etablerade på denna plats gav nybyggarna helt enkelt platsen namnet Smila. 

## Vänorter
Smila har två vänorter
- Newton, Iowa, USA
- Rzjev, Ryssland